# (35975) 1999 LG27
1999 LG27 (asteroide 35975) é um asteroide da cintura principal. Possui uma excentricidade de 0.13409770 e uma inclinação de 12.49924º.
Este asteroide foi descoberto no dia 9 de junho de 1999 por LINEAR em Socorro.